# A–4 Skyhawk
Az A–4 Skyhawk könnyű támadó repülőgép, melyet az Amerikai Egyesült Államokban terveztek és gyártottak, az Amerikai Haditengerészet igényei alapján.
Az egyszerű, jó manőverezőképességű repülőgépet több országba exportálták. A hidegháború időszakának szinte összes színterén fontos szerepet játszott: részt vett a vietnámi háborúban, a jom kippuri háborúban az Izraeli Légierő, a Falkland-szigeteki háborúban az Argentin Légierő, valamint az öbölháborúban a Kuvaiti Légierő állományában. Napjainkban is több országban szolgálatban áll. Az Amerikai Haditengerészetnél az A–7 Corsair II, a Tengerészgyalogságnál az AV–8 Harrier váltotta föl.

## Típusváltozatok
Prototípusok
- XA4D–1: Prototípus

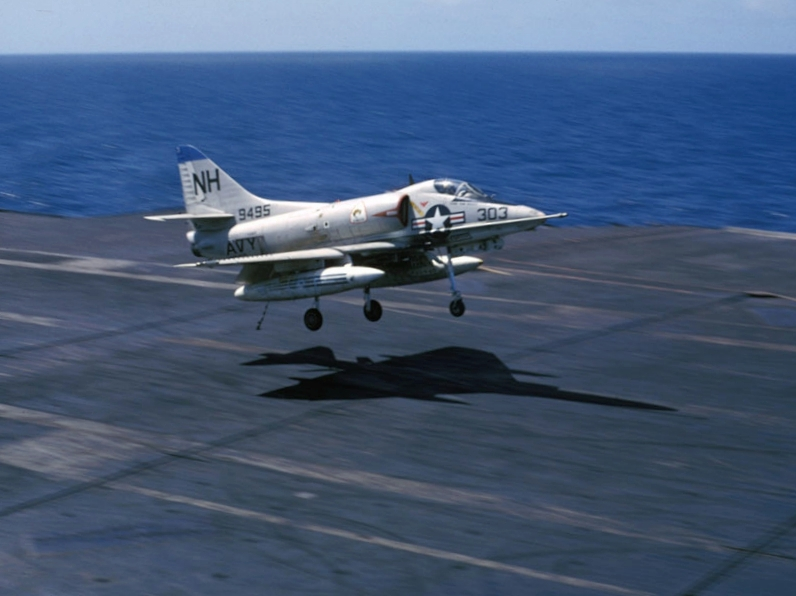
Egy A–4C leszállás közben a USS Kitty Hawk-ra 1966-ban

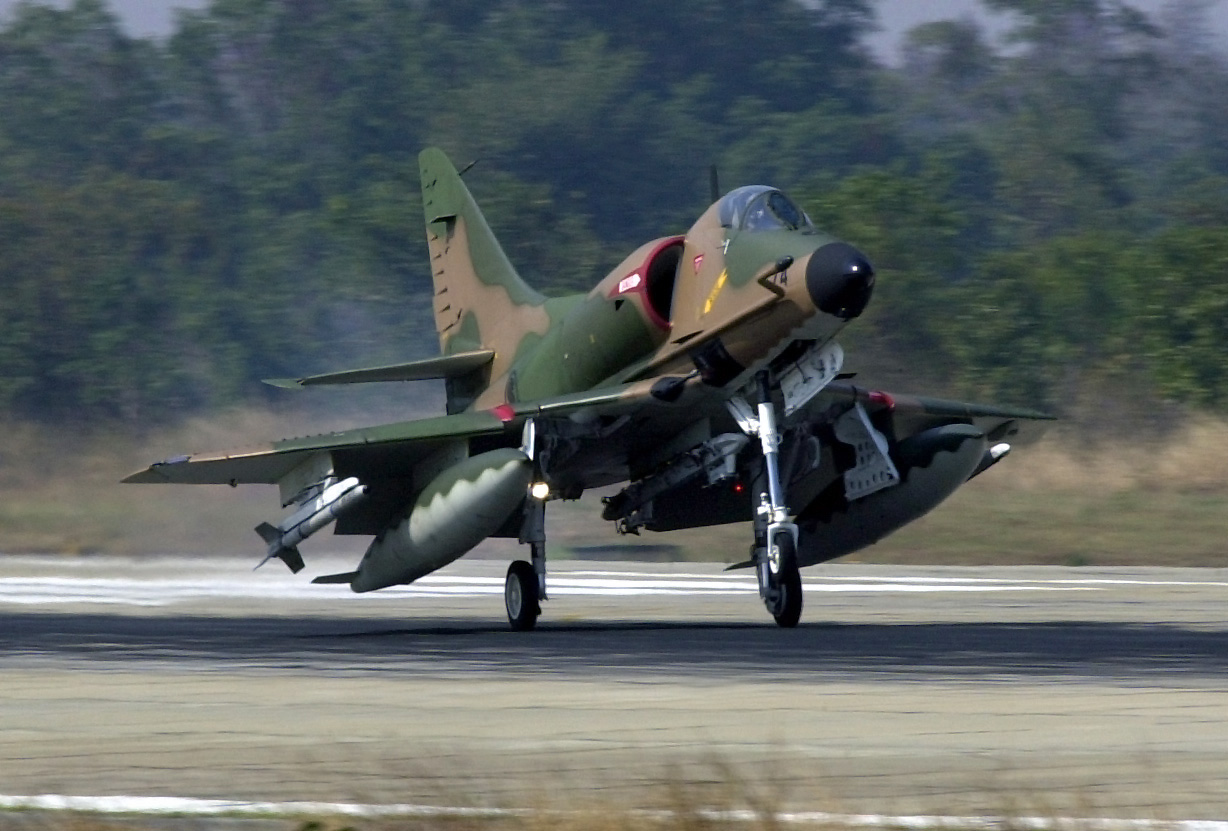
A Szingapúri Légierő egyik A–4SU Super Skyhawk-ja

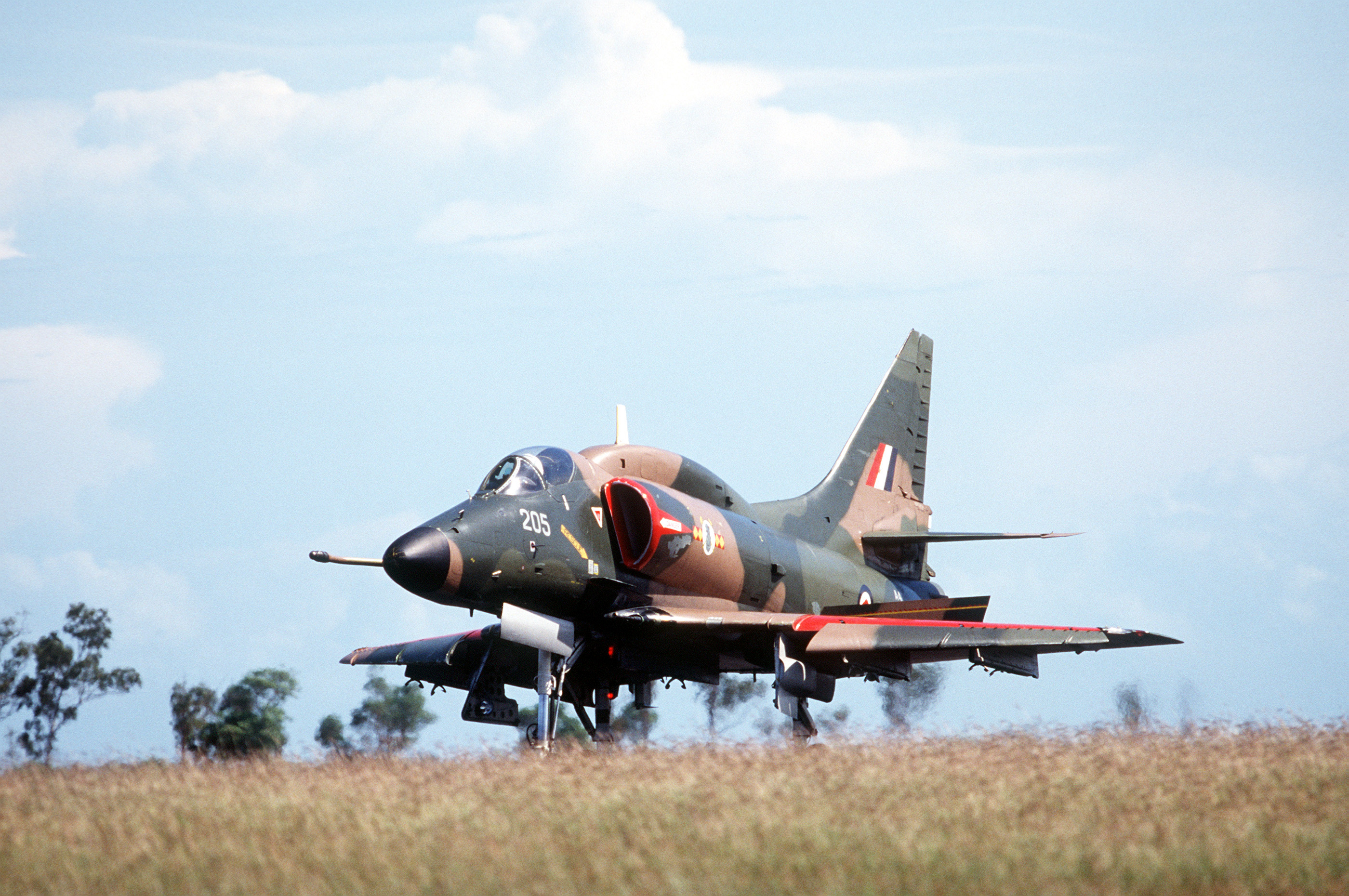
Új-Zéland egyik A–4K

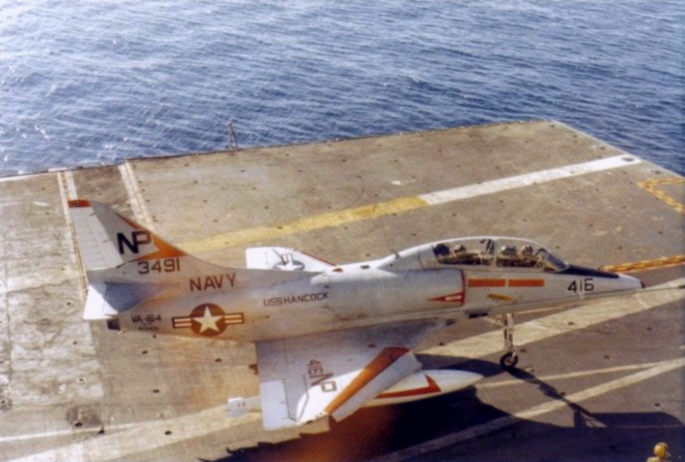
A VA–164 egyik TA–4F Skyhawk-ja a USS Hancock fedélzetén az 1970-es évek elején

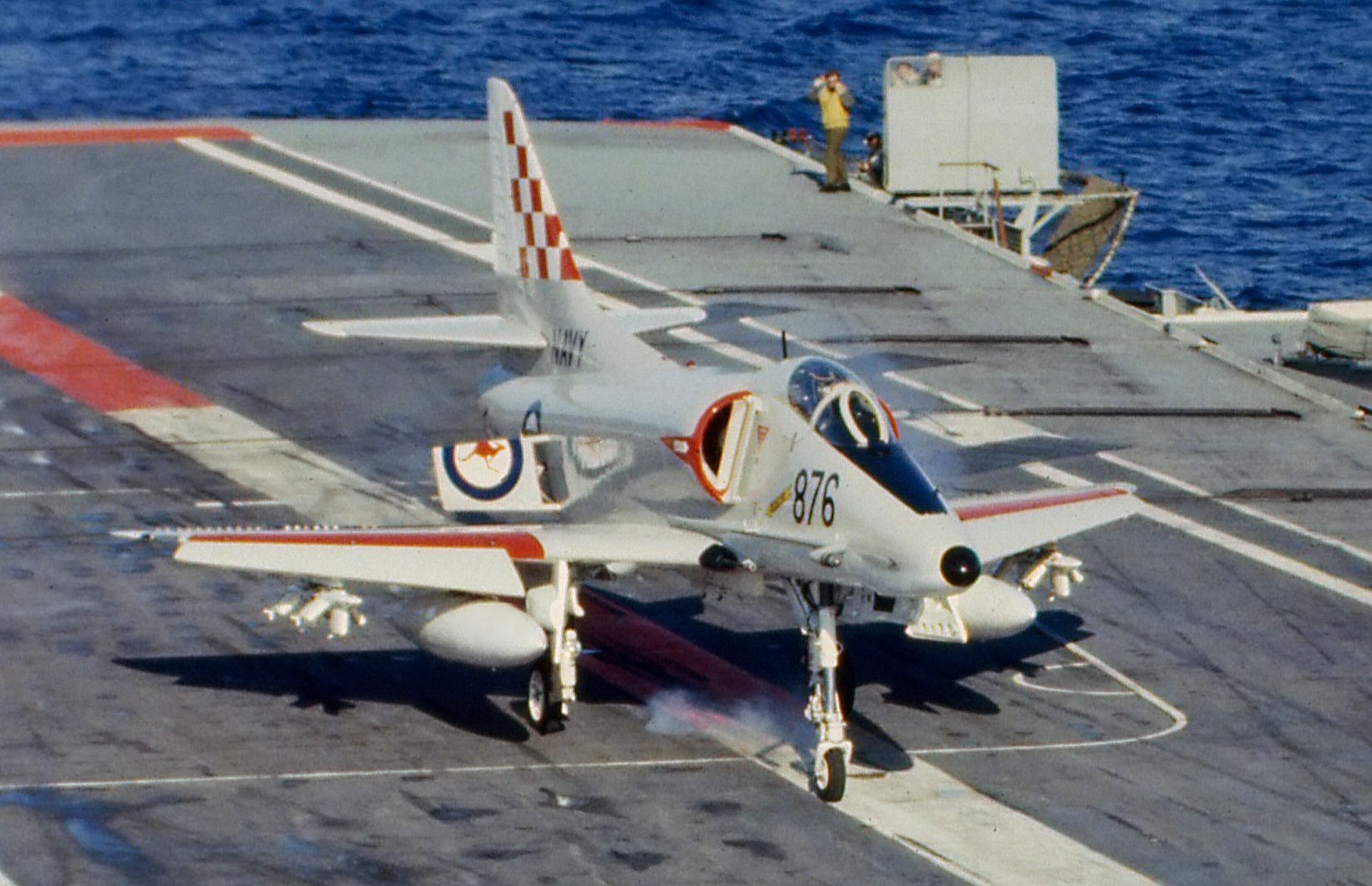
A VF–805 egyik A–4G-je fékezőkábelt fog a HMAS Melbourne fedélzetén 1980-ban

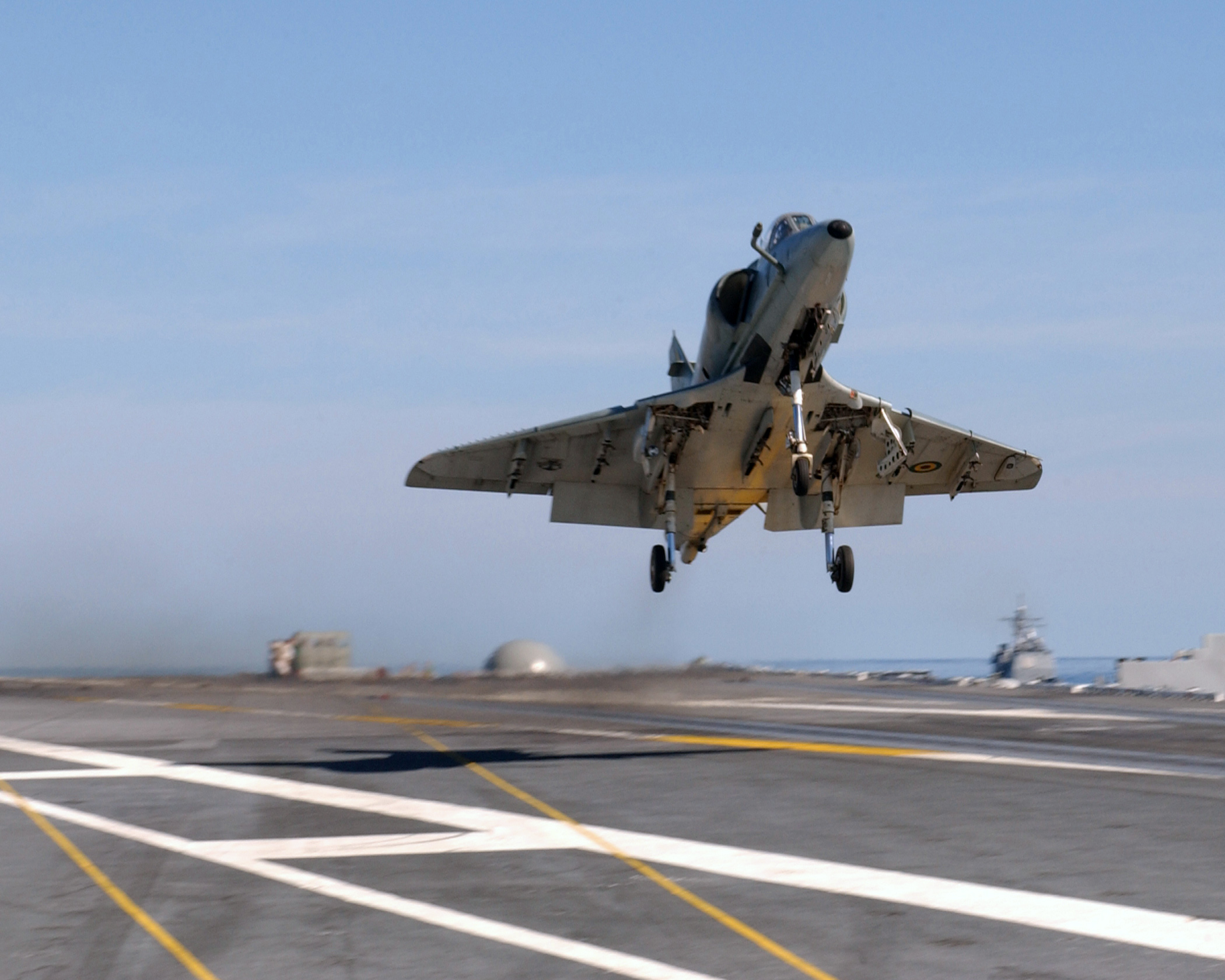
Egy brazil AF–1 (A–4KU)

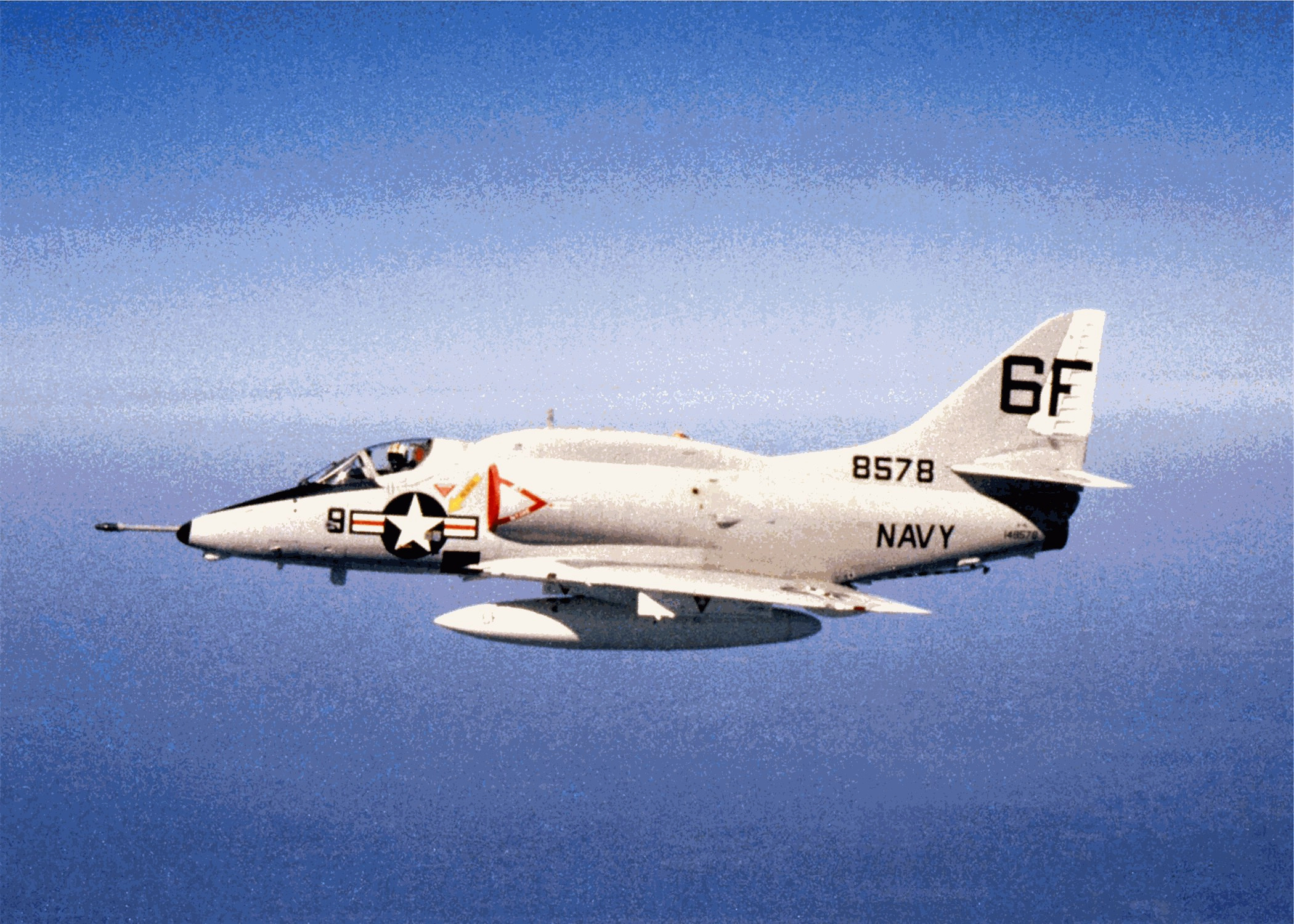
A VA–203 egyik A–4L-je

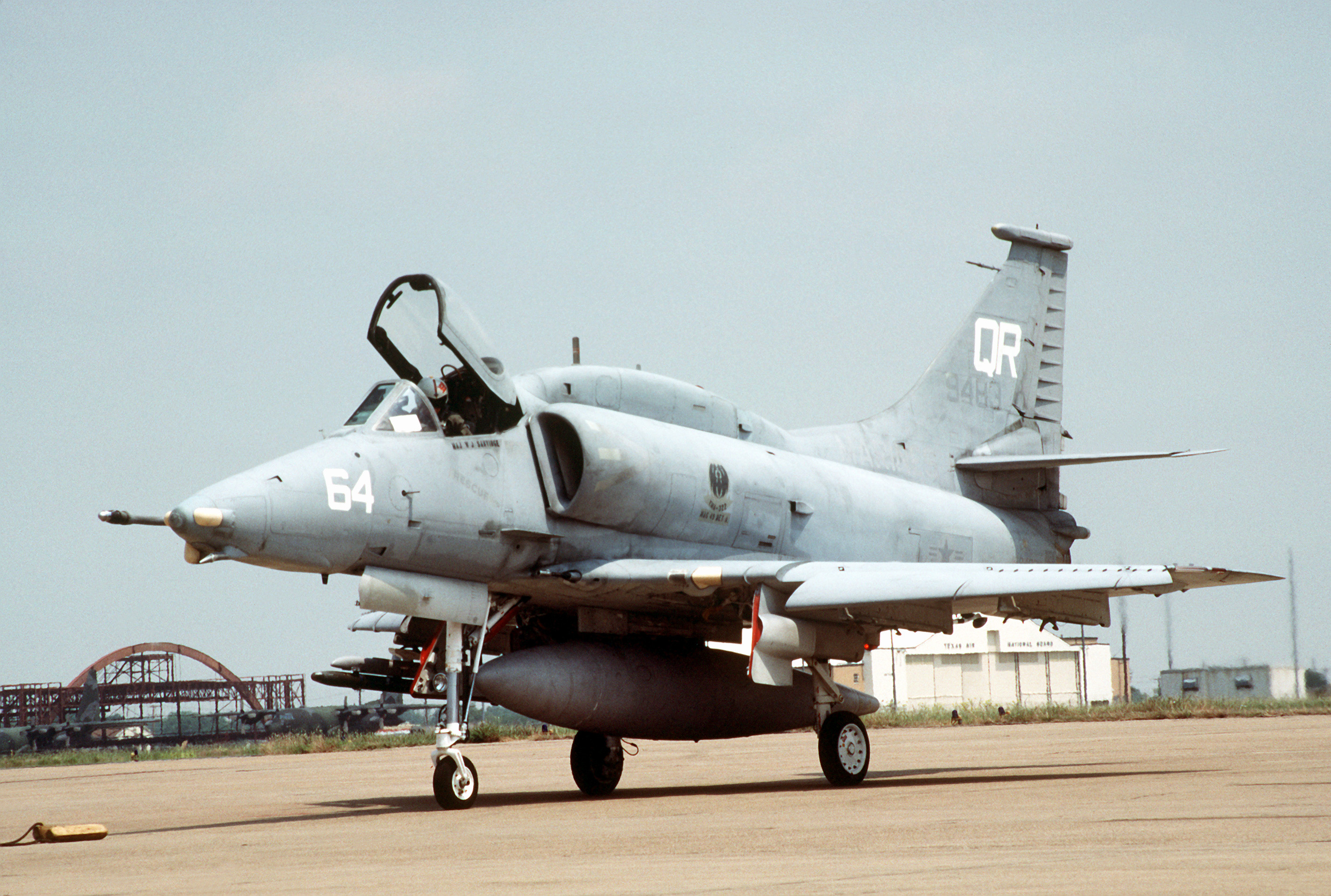
A VMA–322 egyik A–4M

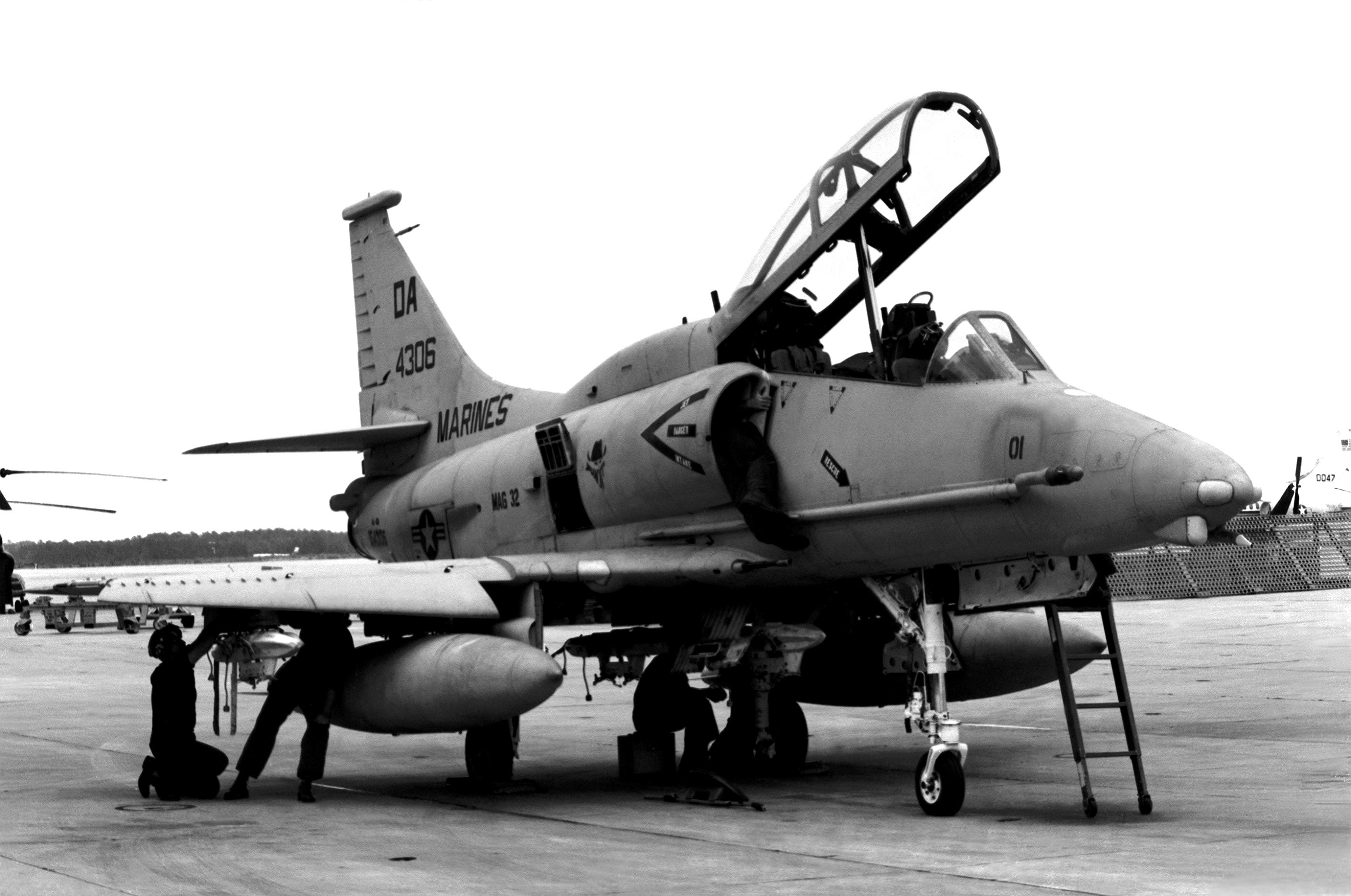
A MAG–32 egyik OA–4M-je 1990-ben

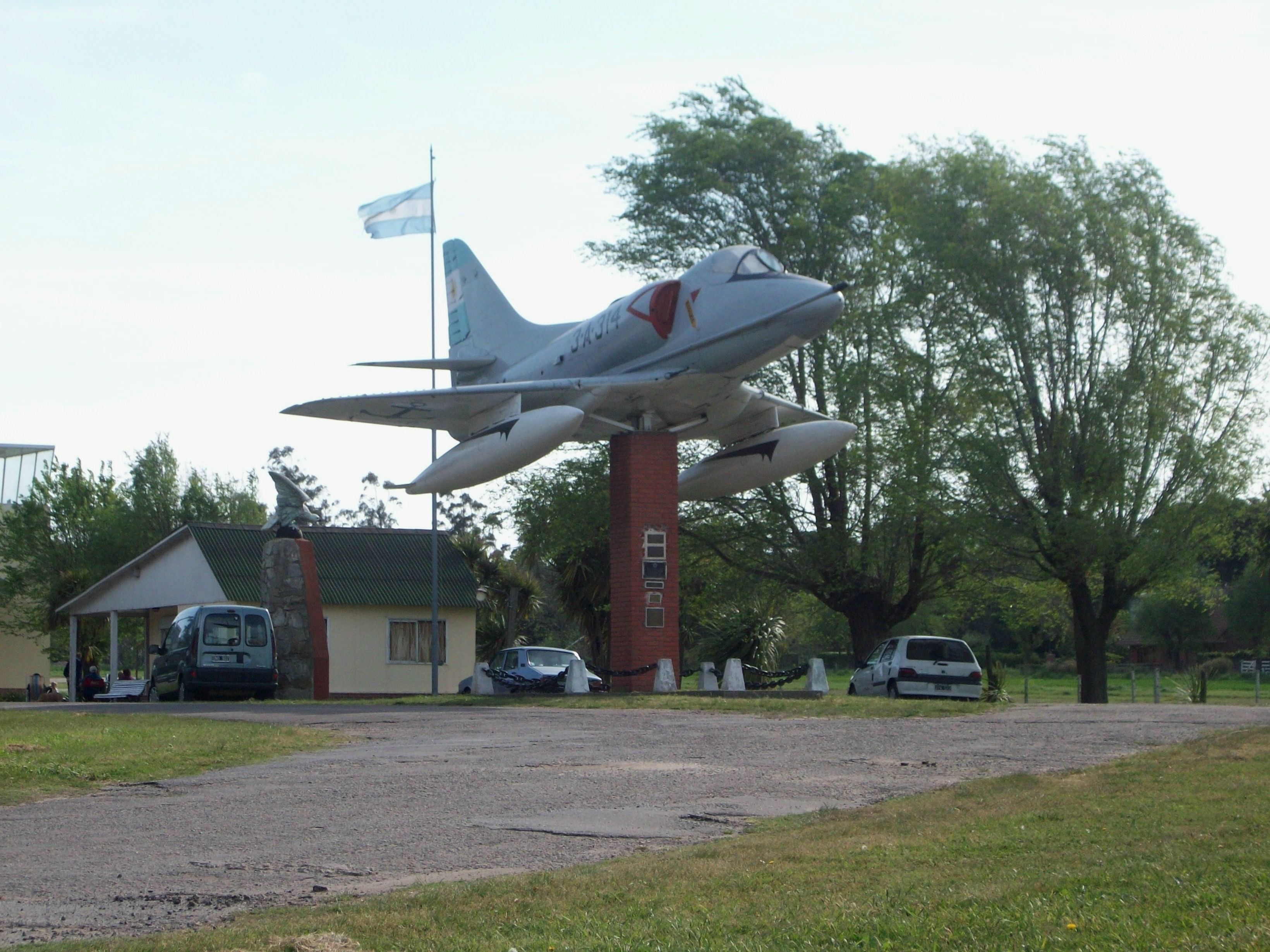
Egy „kapuőr” A–4Q Mar del Plata-n

- YA4D–1 (YA–4A, később A–4A): repülési tesztekhez gyártott gépek és elősorozatok.

A–4A
- A4D–1 (A–4A): első típusváltozat, összesen 166 darab épült.

A–4B
- A4D–2 (A–4B): erősebb szerkezetű változat, melybe már beépített légiutántöltő csonk is fel lett szerelve. Továbbfejlesztett navigációs és repülésvezérlő rendszerek, az AGM–12 Bullpup rakéta integrálva lett a fegyverrendszerébe. Összesen 542 darab épült.
- A–4P: újragyártott A–4B-k az Argentin Légierő részére, melyet az argentinok A–4B-nek neveznek.
- A–4Q: újragyártott A–4B-k, melyeket az Argentin Haditengerészet vett meg.
- A–4S: 50 darab A–4B újragyártva a Szingapúri Légierőnek.
- TA–4S: 7 darab oktatóváltozat Szingapúrnak. Eltér a többi, hagyományos műszerekkel felszerelt TA–4-től, mivel ezek törzse 71,12 cm-rel (28 hüvelyk) hosszabb, melybe a két kabin önálló, egymástól független, az oktató a növendék mögött-felett foglal helyet az SR–71B-hez és a MiG–25PU/RU-hoz hasonlóan.
- TA–4S–1: 8 darab átépített oktatóváltozat Szingapúrnak. Típusjelölése a korábbi hétgépes sorozat megkülönböztetéséhez kellett.
- A4D–3: fejlesztett avionikával felszerelt B, de sohasem építették meg.

## Megrendelő és üzemeltető országok

### Brazil Légierő
Brazília 1998-ban vásárolt haditengerészete számára 23 A–4KU repülőgépet Kuvaittól 70 millió  USD-ért, melyek egyetlen repülőgép-hordozóján, a NAe São Paulón szolgálnak, ezek közül 12-t 2009-ben korszerűsítenek.

### Izraeli Légierő
A hatnapos háború után több, mint 200 gépet vásárolt, ebből a jom kippuri háborúban 53 gép veszett oda. Az utolsó 22, kiképzésre használt gép kivonását 2008 decemberében határozták el. A gépeket fokozatosan, néhány év alatt tervezik kivonni, helyüket a tervezett új kiképzőgépek helyett F–16-osok veszik át.

### Kuvaiti Légierő
A Kuvaiti Légierő 36 darab A–4KU-t rendelt az 1970-es években az USA-tól. Ebből 29 darab maradt az iraki inváziót megelőzően. Az 1990. augusztus 2-ai támadás alatt a gépek némelyike teljesített harci bevetéseket az iraki inváziós erők ellen, autópályáikat szükségrepülőtérként használva. Az ország területének lerohanása előtt azonban a 29 gépből 24 darabot (az üzemképeseket) sikerült áttelepíteni a szomszéd Szaúd-Arábiába. Az átmenekített gépek az F.1-eseikkel együtt Szabad Kuvaiti Légierő néven tevékenykedett tovább az ország visszafoglalása utánig, a koalíciós erők kötelékében. Az öbölháborúban természetesen bevetésre kerültek, összesen 1361 bevetést teljesítettek a „Sivatagi vihar” idején. A konfliktust végül 23 darab gép vészelte át, ugyanis egy gépet elvesztettek a felszabadító harcok során. A gépeket később Brazília haditengerészete vette meg 70 millió USD értékben, a gépekből 12-t korszerűsítenek, a NAe São Paulo repülőgép-hordozón teljesítenek szolgálatot.